# Dag Irvall

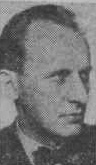
Dag Irvall

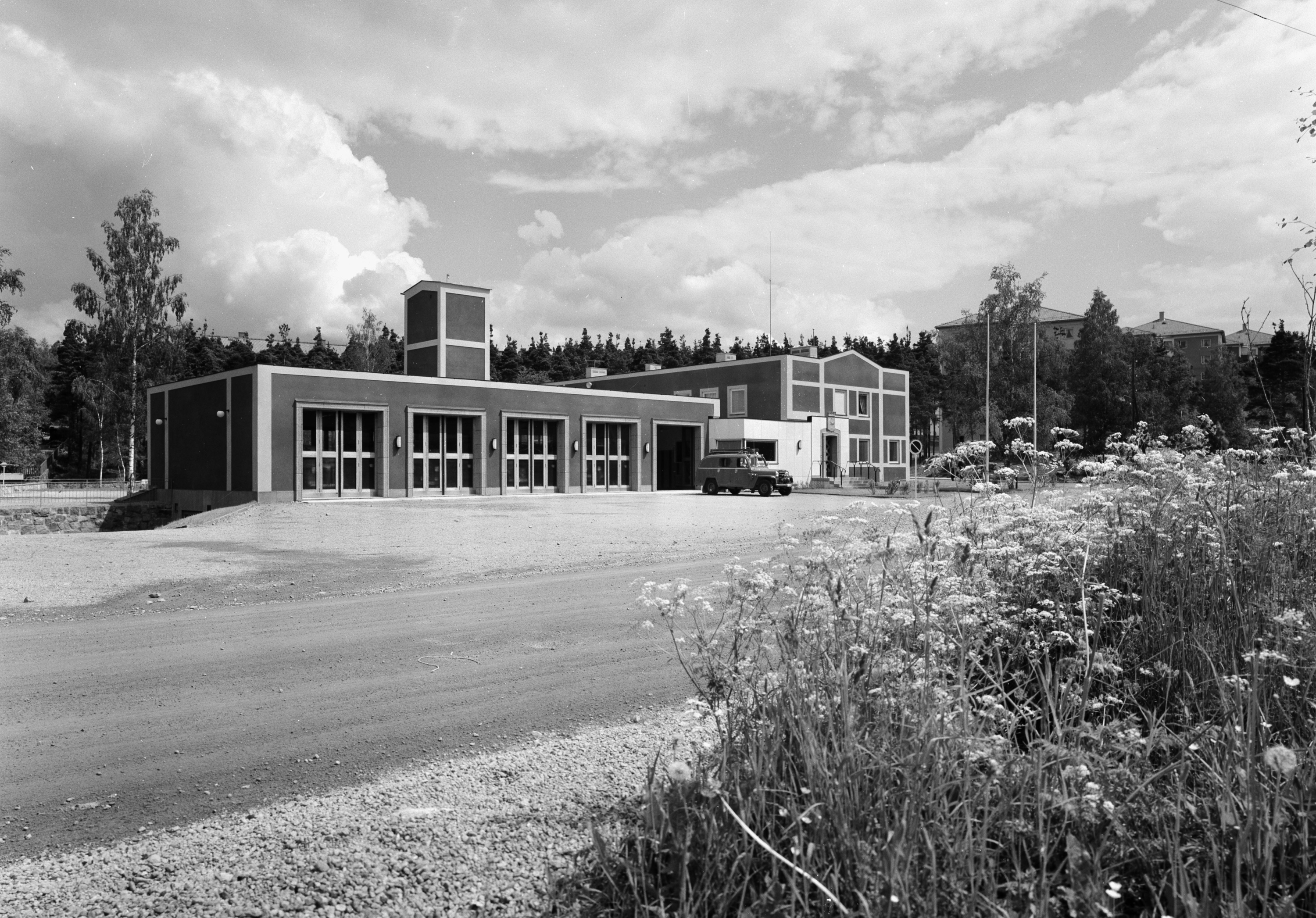
Tranås brandstation

Dag Irvall, född 23 juni 1905 i Falun, död 22 april 1997, var en svensk arkitekt.
Irvall, som var son till stadsingenjör Edvard Johnsson och Mandis Olsson, utexaminerades från högre tekniska läroverket i Malmö 1925 och från Kungliga Tekniska högskolan 1940. Han blev stadsplanearkitekt i Linköping 1940, stadsarkitekt i bland annat Lindesberg och Nora 1943–1948 samt i Tranås 1948–1965. Han bedrev även egen arkitektverksamhet. Han ritade bland annat yrkesskola, brandstation, frikyrkor och varuhus i Tranås.